# 解体屋

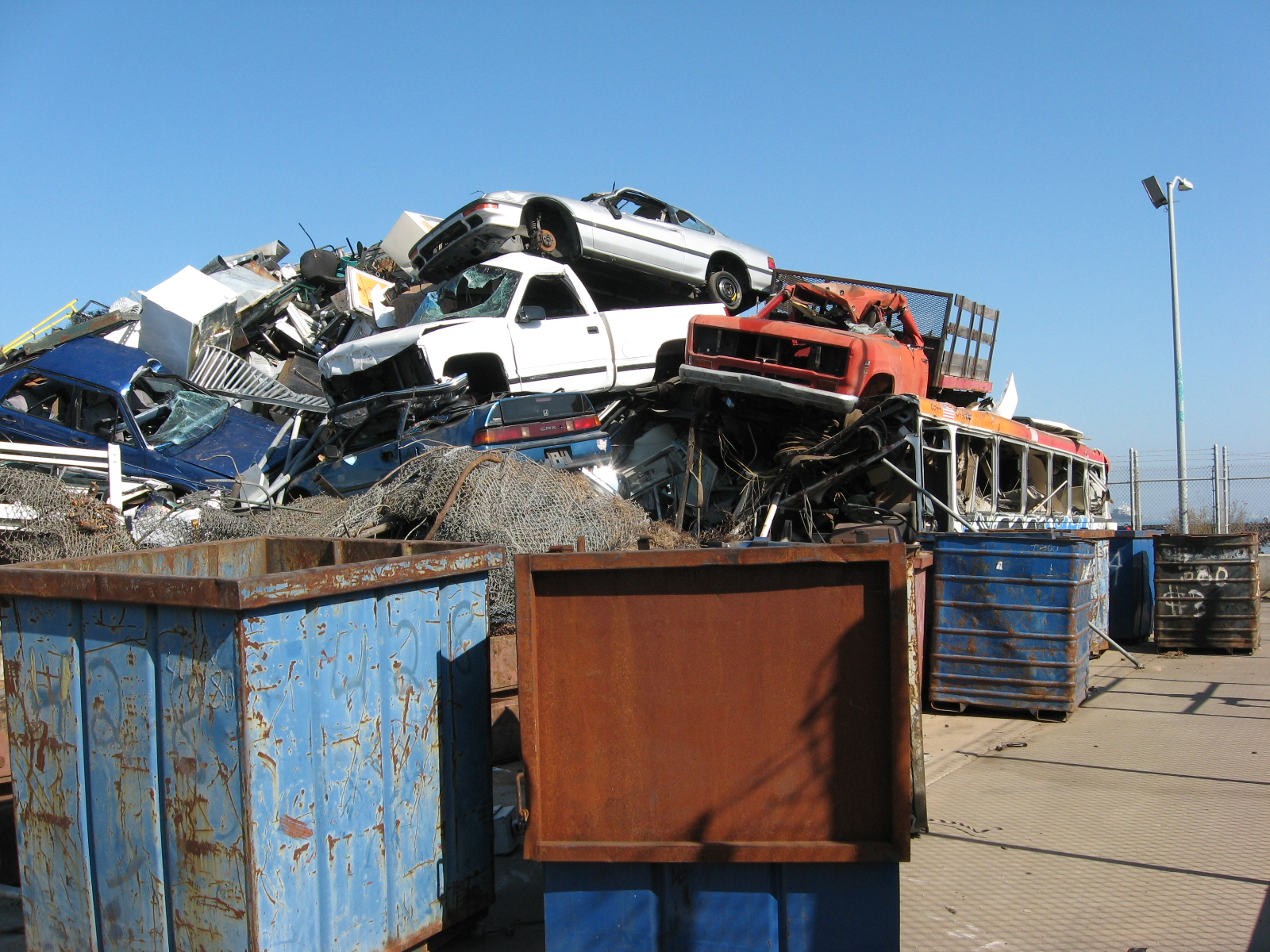

解体屋（かいたいや）は、自動車解体業や建築解体業など、各種解体業者の通称。

## 自動車（オートバイ）解体業

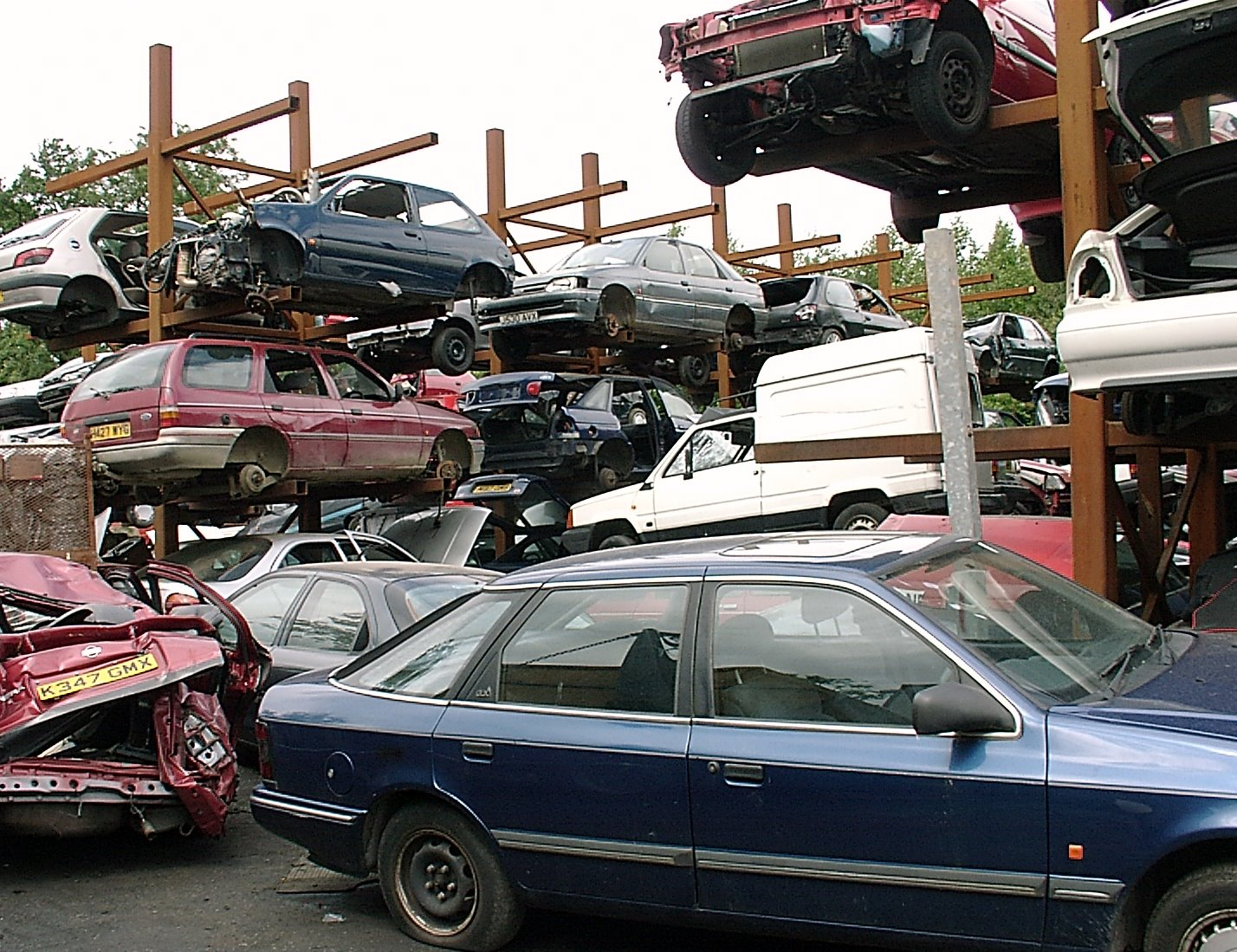
イギリスの解体屋。廃車が専用のラックに収納されている。

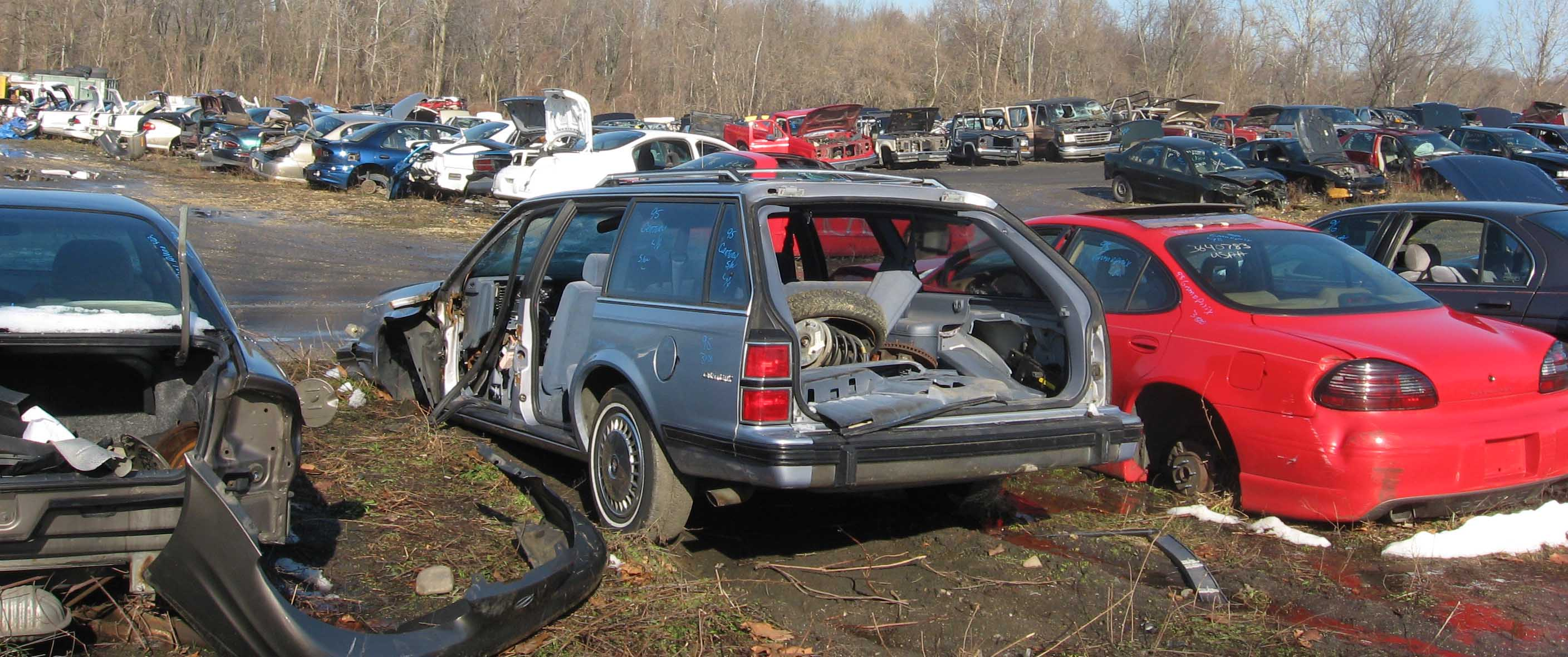
アメリカの解体屋。自分で必要なパーツを取り外すスタイル(you pull it)を取っている。

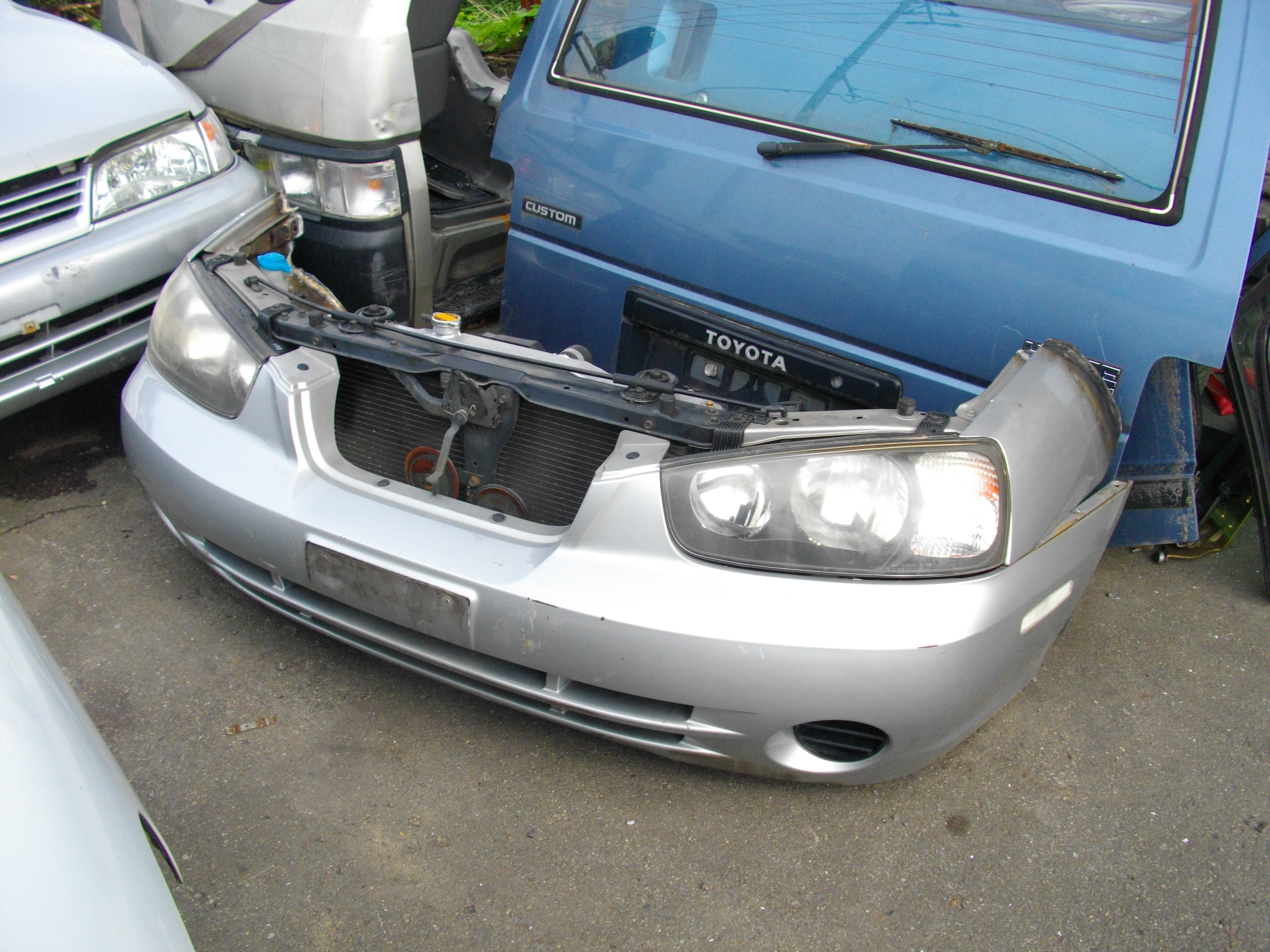
輸出用のカットボディ(XD前期型エラントラ、AE100G型カローラツーリングワゴン、E24型キャラバン)、及びボディパネル(H50ハイエース)。

何らかの理由により廃車となった自動車（オートバイ）から金属マテリアル毎に分類しての金属販売や、程度が良く再使用に耐えると判断した部品を取り外し回収する業者。利用価値がある部品は全て取り外す。社外品マフラー、社外品アルミホイール、オーディオ&ビデオ機器、エンジンなどには確立されたアフターマーケットが存在するので、ここに放出、転売することになる。その他のドア、パネルなどの外装部品、足回りやエアコン、補機類等（場合によって書類付きの車体丸ごと）あらゆる中古パーツを倉庫に整理保管し、要求に応じて出荷販売する。取引相手は国内ユーザーに限らず、部品単体・カットボディー・車両丸ごとが国境を越えた貿易の対象となることもある（部品を取り外したあとのスクラップ＝金属資源も同様）。
引き取った車両であっても、業者側が十分に使えると判断した場合や、希少価値の高い車種の場合スクラップにせず必要に応じ修理して再び国内で中古車として､あるいは逆にあえて手を加えずレストア・カスタムベース用の書類付きボディとして流通させることもある。
ディーラー系修理工場でも顧客の要望に応じて、これらの解体業者から程度の良い中古部品を仕入れて修理することもある。中古部品ネットワークも整備され、さらにインターネットオークションの普及・利用により解体屋が個人とも取引しやすくなった今では個人、業者問わず中古部品を全国から探すことができる。
回収の手間に見合わない小物部品は、そのままシャーシに取り付けたまま破砕業者に引き渡されることも多い。現車状態で車両を保管している場合、欲しい部品は自分で取り外すか、手間賃を払って取り外してもらうことになる。
解体といっても小規模な業者の場合、自社で引き取りから破砕まで一貫して行うケースと、設備を持たない小規模な業者の場合車両の引き取り・破砕のみを他社に委託するケースが存在する。
使える部品を外したシャーシ（モノコック）だけを自動車ガラなどといい、解体屋の敷地内に積み上げられ、自動車リサイクル法で定められた適切な期間内に破砕業者に引き渡される。その際の金属資源の買い取りレートによって引渡しは有償もしくは逆有償になる。
なお、自動車リサイクル法の施行に伴い、従来の青空解体は禁止され、屋根付きの舗装した場所で油水分分離槽などの設備、管轄庁への届出をした自動車リサイクルシステムの電子マニフェスト制度を使用できる業者に限り、自動車リサイクル法指定業者として認めているが、導入コストから廃業例も出ている。
複数の解体屋がグループ化し、相互の在庫を簡単に検索出来るシステムを導入して全国的に販売することも多い。代表的なグループとしてはエコライン、ビッグウェーブ、SPN、NGP、パーツステーションNET、JAPRAなどがある。
日本国外ではAuto SalvageやAuto Wrecking、Auto Wreckerなどの屋号を掲げている場合が多く、近年では日本国内で入手が難しい国産車の部品調達手段として利用される場合がある。

### ヤード
そもそも英語では解体屋のことを"junkyard"（米）、"scrapyard"（英 、新）、もしくは"wrecking yard"（豪、新）などと呼称するが、日本語における解体屋の話題で｢ヤード｣という語を使う場合、｢正規の手続きを経て合法的に営業している解体屋の廃車置き場｣を指すことはあるものの、特に報道においては、往々にして｢盗難車等を密輸･密売するためのアジト｣を指すことがある。
日本の農村部などには、盗難車などの、犯罪に関連する自動車を解体し、現金化するための施設（ヤード）が多数存在しており、警察は取締を強化している。
愛知県や三重県では盗難車の解体や輸出の防止、ヤード周辺の生活環境を維持することを目的とした罰則付きの条例（ヤードにおける盗難自動車の解体の防止に関する条例（愛知県）、盗難自動車の解体及び輸出の防止等に関する条例（三重県））が施行された。
解体業はその業務の性質上、騒音や匂い、廃油や廃ケミカル類、粉塵などによる汚れなどが発生しやすく、ただでさえ生活環境維持の観点や、自動車リサイクル法への対応によるコスト増や業務の煩雑化で平成中期頃から締め付けが厳しくなっているが、そこにこのような盗難車対策まで加わり、解体業をめぐる規制や監視は年々厳しさが増す傾向にある。

## 建築解体業
解体工事業を営む場合、各都道府県知事の建設業及び解体業の許可が必要となる。
小規模な建物の場合、全て自社で賄う場合と、内装・建物本体の解体のみ、あるいは産廃の処理のみを他社に委託するケースなど様々である。
大規模な再開発に伴うものの場合、全て自社で賄うことは費用・作業効率の面からほとんどなく、ひとつの特定共同企業体として進めることが一般的となっている。

## 住宅用及び業務用設備・販売機等解体業
自動販売機やエアコン専門の解体業者というのも存在する。
自動車・建物と同様に各知事の許可及びフロン類の回収許可が必要である。

## 解体屋を題材、または重要な要素とした作品

### 自動車解体
廃車解体/中古部品販売という業務の性質上、特に走り屋作品では度々登場する。湾岸ミッドナイトやオーバーレブ!、ジゴロ次五郎などのように主人公の車両を解体屋で入手するというネタが組み込まれるケースも間々あるほか、頭文字Dにおいても｢解体屋で4A-Gのエンジン見つけて｣と言うセリフが登場する。また中古品の常である｢一般には入手困難な物品（いわゆる放出品・流出品など）を解体屋で入手する｣というネタが組み込まれることもある。
その一方で｢クルマの墓場｣だけに｢退廃的｣あるいは｢都市の荒野｣を感じさせるようなビジュアルとなりやすく、緊迫感・悲壮感のある舞台背景として用いられるケースも存在する。
- 湾岸ミッドナイト - アキオが（当初Z31フェアレディZに乗っていたため）Z31の部品取り車を見に行ったところ、｢悪魔のZ｣をたまたま発見し、所有するに至る。
- オーバーレブ! - 涼子は｢10万円以内｣という予算からAW11 MR2を解体屋で買うに至ったが、その後の紆余曲折からその解体屋が涼子の職場となる。
- ストリッパーズ：カーズ・フォー・キャッシュ　(ナショナルジオグラフィックチャンネル)
英国などで放映されている番組。｢2つのチームが廃車を購入し、その部品やスクラップなどの転売でどれだけ儲けることができるか？｣を競い合うと言う内容。

### 建築物解体
- 解体屋ゲン
- サンライズ
- 日本ブレイク工業

### 自動車解体業
- 廃車
  - スクラップインセンティブ (自動車)
- 日本カーベキュー - 1960～70年代に操業していた解体事者

### 建築物解体業
- 廃墟
- 建設会社
- 地鎮祭